# Seebeck-effect

Een thermokoppel genereert een gelijkspanning en dus een gelijkstroom

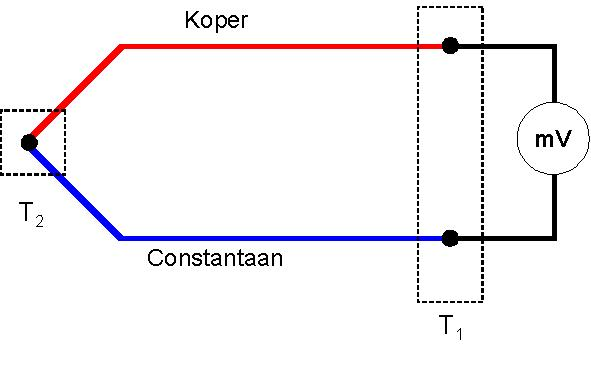
Seebeck-effect gebruikt in thermokoppel

Het seebeck-effect is de elektromotorische kracht (EMK) die zich ontwikkelt over twee punten van een elektrische geleider wanneer daar een temperatuurverschil tussen is.
Het is het omgekeerde van het peltiereffect, waarmee de omzetting van een elektrische stroom naar een temperatuurverschil wordt beschreven. Daarom worden zij tezamen ook wel het peltier-seebeck-effect of thermo-elektrisch effect genoemd.

## Toepassing
Het seebeck-effect werd ontdekt in 1821 en is genoemd naar zijn ontdekker Thomas Seebeck. Het wordt onder andere toegepast in thermokoppels, in gasbranders als thermo-elektrische beveiliging en in thermo-elektrische generatoren (TEG's). Voor de ruimtevaart is één type TEG, de thermo-elektrische radio-isotopengeneratoren, als energiebron voor verre ruimtemissies zoals de Amerikaanse ruimtesondes Voyager 1 en 2, de ruimtesonde Cassini-Huygens, de Plutosonde New Horizons en de Marslander Curiosity, heel belangrijk. Ook in de energietechniek op aarde worden TEG's, als middel om vrije energie in de vorm van elektriciteit te onttrekken aan afvalwarmte, steeds belangrijker.

## Wiskundig uitgedrukt
Het seebeck-effect kan worden uitgedrukt als:
{\displaystyle \mathbf {U} _{\text{emk}}=-S\nabla T,}
Met daarin: 
- {\displaystyle \mathbf {U} _{\text{emk}}} de elektromotorische kracht in volt
- {\displaystyle S} de seebeck-constante voor de materialen van het thermokoppel in V·K−1
- {\displaystyle \nabla } gradiënt
- {\displaystyle T} de absolute temperatuur in kelvin